# Championnat de France féminin de football 1990-1991
Navigation
Édition précédente Édition suivante
Le Division 1 1990-1991  est la 17e édition du championnat de France féminin de football. Le premier niveau national du championnat féminin oppose trente clubs français répartis dans trois groupes de dix équipes, en une série de dix-huit rencontres jouées durant la saison de football. Les deux meilleures équipes de chaque groupe et les deux meilleures troisièmes sont qualifiées pour les quarts de finale de la compétition. La phase finale consiste en trois tours de confrontations directes aller-retour, à l’exception de la finale qui se joue sur un seul match. Les deux dernières places de chaque groupe du championnat sont synonymes de relégation en division inférieure.
Lors de l'exercice précédent, l'US Villers-les-Pots, le PF Cavaillon, le CS Blanc Mesnil, l'AS Nancy-Lorraine, l'US Mans et le CBOSL Football, ont gagné le droit d'évoluer à ce niveau après avoir remporté leurs compétitions régionales respectives.
À l'issue de la saison, le FC Lyon décroche le premier titre de champion de France de son histoire en battant en finale le VGA Saint-Maur, tenant du titre, lors de la séance de tirs au but (4-2). Dans le bas du classement, le Montpellier Le Crès, le PF Cavaillon, l'AS Nancy-Lorraine, l'AC Cambrésien, l'US Orléans et le CBOSL Football, sont relégués en division inférieure.

## Participants
Ces tableaux présentent les trente équipes qualifiées pour disputer le championnat 1990-1991. On y trouve le nom des clubs, la date de création du club, l'année de la dernière montée au sein de l'élite, leur classement de la saison précédente, le nom des stades ainsi que la capacité de ces derniers.
Le championnat comprend trois groupes de dix équipes.
Légende des couleurs
- Champion de Division 1 la saison précédente.
- Promu de division inférieure.

| \| FCF Juvisy FC Lyon OS Monaco Toulouse OAC Toulouse OM Caluire SCSC Montpellier Le Crès Grenoble FF US Villers-les-Pots PF Cavaillon \| Localisation des clubs engagés dans le groupe A du championnat. |
| FCF Juvisy FC Lyon OS Monaco Toulouse OAC Toulouse OM Caluire SCSC Montpellier Le Crès Grenoble FF US Villers-les-Pots PF Cavaillon                                                                       |

| Nom du club         | Date de création | Dernière montée | Classement 1989-1990 | Stade                   | Capacité | Vict. |
| ------------------- | ---------------- | --------------- | -------------------- | ----------------------- | -------- | ----- |
| FCF Juvisy          | 1971             | 1986            | 1 (Gr. C)            | Stade Georges Maquin    | 2 000    | /     |
| FC Lyon             | 1970             | 1978            | 1 (Gr. A)            | Plaine de Gerland       | 2 200    | /     |
| OS Monaco           | -                | 1985            | 2 (Gr. A)            | -                       | -        | /     |
| Toulouse OM         | -                | 1983            | 3 (Gr. A)            | -                       | -        | /     |
| Caluire SCSC        | 1968             | 1976            | 5 (Gr. A)            | Stade Terre des Lièvres | -        | /     |
| Toulouse OAC        | 1980             | 1988            | 6 (Gr. A)            | Stade de la Ramée       | 3 000    | /     |
| Montpellier Le Crès | -                | 1989            | 7 (Gr. A)            | Stade Jules Rimet       | -        | /     |
| Grenoble FF         | 1983             | 1989            | 8 (Gr. A)            | -                       | -        | /     |
| US Villers-les-Pots | -                | 1990            | Div. Inf.            | -                       | -        | /     |
| PF Cavaillon        | 1971             | 1990            | Div. Inf.            | Stade Pagnetti          | 2 200    | /     |

| \| VGA Saint-Maur FCF Hénin-Beaumont RCF Mâcon ASPTT Strasbourg0 Paris SG USO Bruay-la-Buissière Entente Saint-Pierraise AC Cambrésien CS Blanc Mesnil i AS Nancy-Lorraine \| Localisation des clubs engagés dans le groupe B du championnat. |
| VGA Saint-Maur FCF Hénin-Beaumont RCF Mâcon ASPTT Strasbourg0 Paris SG USO Bruay-la-Buissière Entente Saint-Pierraise AC Cambrésien CS Blanc Mesnil i AS Nancy-Lorraine                                                                       |

| Nom du club             | Date de création | Dernière montée | Classement 1989-1990 | Stade                       | Capacité | Vict. |
| ----------------------- | ---------------- | --------------- | -------------------- | --------------------------- | -------- | ----- |
| VGA Saint-Maur          | 1968             | -               | 2 (Gr. C)            | Stade Adolphe-Chéron        | -        | 6     |
| FCF Hénin-Beaumont      | 1972             | -               | 4 (Gr. C)            | Stade Octave-Birembaut      | 3 000    | /     |
| RCF Mâcon               | 1984             | 1986            | 4 (Gr. A)            | Stade Pierre Guérin         | -        | /     |
| ASPTT Strasbourg        | -                | 1984            | 5 (Gr. C)            | -                           | -        | /     |
| Paris SG                | 1971             | 1979            | 6 (Gr. B)            | Stade Georges Lefevre       | 3 500    | /     |
| USO Bruay-la-Buissière  | 1977             | 1987            | 6 (Gr. C)            | Complexe Léo Lagrange       | -        | /     |
| Entente Saint-Pierraise | -                | 1988            | 7 (Gr. C)            | Stade Gérard Dyel           | -        | /     |
| AC Cambrésien           | -                | 1989            | 8 (Gr. C)            | -                           | -        | /     |
| CS Blanc-Mesnil         | -                | 1990            | Div. Inf.            | Stade Jean Bouin            | -        | /     |
| AS Nancy-Lorraine       | -                | 1990            | Div. Inf.            | Stade Marcel-Picot (Annexe) | -        | /     |

| \| Saint-Brieuc SC ASJ Soyaux Poissy JSF FCF Condéen Tours EC Stade quimperois Saint-Herblain OC US Orléans US Mans I CBOSL Football \| Localisation des clubs engagés dans le groupe C du championnat. |
| Saint-Brieuc SC ASJ Soyaux Poissy JSF FCF Condéen Tours EC Stade quimperois Saint-Herblain OC US Orléans US Mans I CBOSL Football                                                                       |

| Nom du club       | Date de création | Dernière montée | Classement 1989-1990 | Stade                               | Capacité | Vict. |
| ----------------- | ---------------- | --------------- | -------------------- | ----------------------------------- | -------- | ----- |
| Saint-Brieuc SC   | 1973             | -               | 2 (Gr. B)            | Stade Fred-Aubert                   | 13 500   | 1     |
| ASJ Soyaux        | 1968             | -               | 3 (Gr. B)            | Stade Léo-Lagrange                  | 400      | 1     |
| Poissy JSF        | -                | 1983            | 3 (Gr. C)            | -                                   | -        | /     |
| FCF Condéen       | 1978             | 1981            | 4 (Gr. B)            | Stade Robert Gossart                | -        | /     |
| Tours EC          | -                | 1983            | 5 (Gr. B)            | Stade de la Vallée du Cher (Annexe) | -        | /     |
| Stade quimpérois  | 1971             | 1975            | 7 (Gr. B)            | Stade de Kerhuel                    | 2 040    | /     |
| Saint-Herblain OC | 1973             | 1983            | 8 (Gr. B)            | Stade Val de Chézine                | 300      | /     |
| US Orléans        | -                | 1980            | 9 (Gr. B)            | -                                   | -        | /     |
| US Mans           | 1983             | 1990            | Div. Inf.            | Stade Léon-Bollée (Annexe)          | 4 000    | /     |
| CBOSL Football    | -                | 1990            | Div. Inf.            | Stade de l'Arceau                   | -        | /     |

## Compétition

### Classement
Le classement est calculé avec le barème de points suivant : une victoire vaut deux points, le match nul un et la défaite zéro.
Critères de départage en cas d'égalité au classement :
1. classement aux points des matchs joués entre les clubs ex æquo ;
2. différence entre les buts marqués et les buts concédés par chacun d’eux au cours des matchs qui les ont opposés ;
3. différence entre les buts marqués et les buts concédés sur la totalité des matchs joués dans le championnat ;
4. plus grand nombre de buts marqués sur la totalité des matchs joués dans le championnat ;
5. en cas de nouvelle égalité, une rencontre supplémentaire aura lieu sur terrain neutre avec, éventuellement, l’épreuve des tirs au but.

Classement du Groupe A
| Rang | Équipe                | Pts | J  | G  | N | P  | Bp | Bc | Diff |
| ---- | --------------------- | --- | -- | -- | - | -- | -- | -- | ---- |
| 1    | FCF Juvisy            | 32  | 18 | 15 | 2 | 1  | 57 | 9  | +48  |
| 2    | FC Lyon               | 30  | 18 | 14 | 2 | 2  | 65 | 10 | +55  |
| 3    | US Villers-les-Pots P | 22  | 18 | 9  | 4 | 5  | 28 | 19 | +9   |
| 4    | OS Monaco             | 19  | 18 | 9  | 1 | 8  | 31 | 28 | +3   |
| 5    | Caluire SCSC          | 19  | 18 | 7  | 5 | 6  | 28 | 42 | -14  |
| 6    | Grenoble FF           | 16  | 18 | 6  | 4 | 8  | 33 | 33 | 0    |
| 7    | Toulouse OM           | 14  | 18 | 5  | 4 | 9  | 20 | 31 | -11  |
| 8    | Toulouse OAC          | 13  | 18 | 6  | 1 | 11 | 23 | 39 | -16  |
| 9    | Montpellier Le Crès   | 8   | 18 | 3  | 2 | 13 | 19 | 54 | -35  |
| 10   | PF Cavaillon P        | 5   | 18 | 2  | 1 | 15 | 13 | 56 | -43  |

|  | Qualifié pour les quarts de finale de la compétition.                                                                                              |
|  | Relégué en division inférieure. |
|  | P Promu de division inférieure. Pts points ; G victoires ; N match nuls ; P défaites Bp buts marqués ; Bc buts encaissés ; Diff différence de buts |

Classement du Groupe B
| Rang | Équipe                  | Pts | J  | G  | N | P  | Bp | Bc | Diff |
| ---- | ----------------------- | --- | -- | -- | - | -- | -- | -- | ---- |
| 1    | ASPTT Strasbourg        | 28  | 18 | 13 | 2 | 3  | 45 | 15 | +30  |
| 2    | VGA Saint-Maur T        | 27  | 18 | 11 | 5 | 2  | 32 | 14 | +18  |
| 3    | FCF Hénin-Beaumont      | 23  | 18 | 9  | 5 | 4  | 33 | 16 | +17  |
| 4    | Entente Saint-Pierraise | 20  | 18 | 7  | 6 | 5  | 32 | 31 | +1   |
| 5    | Paris SG                | 20  | 18 | 7  | 6 | 5  | 27 | 26 | +1   |
| 6    | RCF Mâcon               | 19  | 18 | 8  | 3 | 7  | 33 | 28 | +5   |
| 7    | CS Blanc Mesnil P       | 16  | 18 | 6  | 4 | 8  | 39 | 34 | +5   |
| 8    | USO Bruay-la-Buissière  | 12  | 18 | 4  | 4 | 10 | 20 | 45 | -25  |
| 9    | AS Nancy-Lorraine P     | 10  | 18 | 3  | 4 | 11 | 11 | 20 | -9   |
| 10   | AC Cambrésien           | 5   | 18 | 1  | 3 | 14 | 11 | 45 | -34  |

|  | Qualifié pour les quarts de finale de la compétition. |
|  | Relégué en division inférieure. |
|  | T Tenant du titre. P Promu de division inférieure. Pts points ; G victoires ; N match nuls ; P défaites Bp buts marqués ; Bc buts encaissés ; Diff différence de buts |

Classement du Groupe C
| Rang | Équipe            | Pts | J  | G  | N | P  | Bp | Bc | Diff |
| ---- | ----------------- | --- | -- | -- | - | -- | -- | -- | ---- |
| 1    | Saint-Brieuc SC   | 30  | 18 | 13 | 4 | 1  | 56 | 12 | +44  |
| 2    | ASJ Soyaux        | 28  | 18 | 13 | 2 | 3  | 41 | 13 | +28  |
| 3    | Poissy JSF        | 26  | 18 | 11 | 4 | 3  | 37 | 14 | +23  |
| 4    | FCF Condéen       | 25  | 18 | 9  | 7 | 2  | 34 | 14 | +20  |
| 5    | US Mans P         | 20  | 18 | 8  | 4 | 6  | 26 | 30 | -4   |
| 6    | Stade quimperois  | 18  | 18 | 7  | 4 | 7  | 34 | 25 | +9   |
| 7    | Saint-Herblain OC | 14  | 18 | 5  | 4 | 9  | 26 | 35 | -9   |
| 8    | Tours EC          | 9   | 18 | 4  | 1 | 13 | 14 | 48 | -34  |
| 9    | US Orléans        | 6   | 18 | 2  | 2 | 14 | 14 | 49 | -35  |
| 10   | CBOSL Football P  | 4   | 18 | 1  | 2 | 15 | 6  | 47 | -41  |

|  | Qualifié pour les quarts de finale de la compétition.                                                                                              |
|  | Relégué en division inférieure. |
|  | P Promu de division inférieure. Pts points ; G victoires ; N match nuls ; P défaites Bp buts marqués ; Bc buts encaissés ; Diff différence de buts |

### Résultats
Groupe A
Source : Erik Garin et Hervé Morard, « France - List of Women Final Tables », sur rsssf.com
| Résultats (▼dom., ►ext.)                                   | Cav | Gre | Juv | Lyo  | Mon | Mon | Cal | Tou | Tou | Vil |
| PF Cavaillon                                               |     | 1-3 | 1-4 | 0-11 | 0-2 | 1-0 | 1-3 | 3-1 | 1-3 | 0-0 |
| Grenoble FF                                                | 3-2 |     | 0-1 | 1-1  | 1-2 | 6-1 | 3-1 | 3-0 | 1-1 | 1-3 |
| FCF Juvisy                                                 | 6-0 | 3-0 |     | 4-2  | 3-0 | 4-0 | 5-0 | 6-0 | 5-0 | 1-1 |
| FC Lyon                                                    | 3-0 | 5-0 | 3-1 |      | 4-0 | 5-0 | 8-0 | 4-1 | 2-0 | 4-0 |
| OS Monaco                                                  | 0-0 | 2-2 | 1-4 | 0-1  |     | 2-1 | 0-1 | 0-1 | 0-2 | 3-0 |
| Montpellier Le Crès                                        | 3-0 | 3-1 | 1-6 | 0-5  | 2-6 |     | 1-2 | 0-2 | 2-2 | 0-3 |
| Caluire SCSC                                               | 2-1 | 0-6 | 0-1 | 2-2  | 4-3 | 1-1 |     | 3-1 | 1-1 | 0-2 |
| Toulouse OAC                                               | 4-0 | 3-2 | 0-1 | 0-3  | 0-2 | 2-3 | 3-3 |     | 3-0 | 0-1 |
| Toulouse OM                                                | 3-0 | 0-0 | 0-2 | 1-0  | 1-3 | 5-1 | 1-3 | 0-2 |     | 2-1 |
| US Villers-les-Pots                                        | 4-2 | 4-0 | 0-0 | 0-2  | 0-2 | 1-0 | 2-2 | 5-0 | 1-0 |     |
| - Victoire à domicile - Match nul - Victoire à l'extérieur |     |     |     |      |     |     |     |     |     |     |

Groupe B
Source : Erik Garin et Hervé Morard, « France - List of Women Final Tables », sur rsssf.com
| Résultats (▼dom., ►ext.)                                   | Bla | Bru | Cam | Hén | Mâc | Nan | Par | S-M | S-P | Str |
| CS Blanc Mesnil                                            |     | 6-1 | 4-1 | 1-5 | 1-4 | 1-1 | 4-0 | 0-3 | 4-5 | 1-1 |
| USO Bruay-la-Buissière                                     | 0-7 |     | 1-1 | 0-0 | 2-1 | 2-1 | 1-1 | 1-2 | 3-4 | 0-3 |
| AC Cambrésien                                              | 2-3 | 1-1 |     | 0-1 | 0-5 | 1-4 | 0-1 | 2-5 | 1-1 | 0-4 |
| FCF Hénin-Beaumont                                         | 0-0 | 4-1 | 2-0 |     | 2-2 | 2-0 | 1-0 | 2-3 | 5-1 | 2-1 |
| RCF Mâcon                                                  | 4-2 | 1-2 | 1-2 | 1-0 |     | 2-0 | 3-2 | 1-0 | 3-3 | 0-2 |
| AS Nancy-Lorraine                                          | 0-4 | 2-3 | 1-0 | 0-3 | 0-2 |     | 0-3 | 2-2 | 1-2 | 3-3 |
| Paris SG                                                   | 3-1 | 2-1 | 3-0 | 2-1 | 1-1 | 2-0 |     | 1-1 | 2-2 | 2-4 |
| VGA Saint-Maur                                             | 0-0 | 2-0 | 3-0 | 0-0 | 2-0 | 3-1 | 1-1 |     | 2-0 | 0-1 |
| Entente Saint-Pierraise                                    | 1-0 | 2-1 | 3-0 | 1-1 | 3-1 | 2-2 | 0-0 | 1-2 |     | 0-1 |
| ASPTT Strasbourg                                           | 3-0 | 5-0 | 2-0 | 3-1 | 4-1 | 1-2 | 5-1 | 0-1 | 2-1 |     |
| - Victoire à domicile - Match nul - Victoire à l'extérieur |     |     |     |     |     |     |     |     |     |     |

Groupe C
| Résultats (▼dom., ►ext.)                                   | CBO                                                          | Con                                                          | Man                                                          | Orl                                                          | Poi                                                          | S-B                                                          | S-H                                                          | Soy                                                          | Qui                                                          | Tou                                                          |
| CBOSL Football                                             | Aucune donnée connue à ce jour, votre aide est la bienvenue. | Aucune donnée connue à ce jour, votre aide est la bienvenue. | Aucune donnée connue à ce jour, votre aide est la bienvenue. | Aucune donnée connue à ce jour, votre aide est la bienvenue. | Aucune donnée connue à ce jour, votre aide est la bienvenue. | Aucune donnée connue à ce jour, votre aide est la bienvenue. | Aucune donnée connue à ce jour, votre aide est la bienvenue. | Aucune donnée connue à ce jour, votre aide est la bienvenue. | Aucune donnée connue à ce jour, votre aide est la bienvenue. | Aucune donnée connue à ce jour, votre aide est la bienvenue. |
| FCF Condéen                                                | Aucune donnée connue à ce jour, votre aide est la bienvenue. | Aucune donnée connue à ce jour, votre aide est la bienvenue. | Aucune donnée connue à ce jour, votre aide est la bienvenue. | Aucune donnée connue à ce jour, votre aide est la bienvenue. | Aucune donnée connue à ce jour, votre aide est la bienvenue. | Aucune donnée connue à ce jour, votre aide est la bienvenue. | Aucune donnée connue à ce jour, votre aide est la bienvenue. | Aucune donnée connue à ce jour, votre aide est la bienvenue. | Aucune donnée connue à ce jour, votre aide est la bienvenue. | Aucune donnée connue à ce jour, votre aide est la bienvenue. |
| US Mans                                                    | Aucune donnée connue à ce jour, votre aide est la bienvenue. | Aucune donnée connue à ce jour, votre aide est la bienvenue. | Aucune donnée connue à ce jour, votre aide est la bienvenue. | Aucune donnée connue à ce jour, votre aide est la bienvenue. | Aucune donnée connue à ce jour, votre aide est la bienvenue. | Aucune donnée connue à ce jour, votre aide est la bienvenue. | Aucune donnée connue à ce jour, votre aide est la bienvenue. | Aucune donnée connue à ce jour, votre aide est la bienvenue. | Aucune donnée connue à ce jour, votre aide est la bienvenue. | Aucune donnée connue à ce jour, votre aide est la bienvenue. |
| US Orléans                                                 | Aucune donnée connue à ce jour, votre aide est la bienvenue. | Aucune donnée connue à ce jour, votre aide est la bienvenue. | Aucune donnée connue à ce jour, votre aide est la bienvenue. | Aucune donnée connue à ce jour, votre aide est la bienvenue. | Aucune donnée connue à ce jour, votre aide est la bienvenue. | Aucune donnée connue à ce jour, votre aide est la bienvenue. | Aucune donnée connue à ce jour, votre aide est la bienvenue. | Aucune donnée connue à ce jour, votre aide est la bienvenue. | Aucune donnée connue à ce jour, votre aide est la bienvenue. | Aucune donnée connue à ce jour, votre aide est la bienvenue. |
| Poissy JSF                                                 | Aucune donnée connue à ce jour, votre aide est la bienvenue. | Aucune donnée connue à ce jour, votre aide est la bienvenue. | Aucune donnée connue à ce jour, votre aide est la bienvenue. | Aucune donnée connue à ce jour, votre aide est la bienvenue. | Aucune donnée connue à ce jour, votre aide est la bienvenue. | Aucune donnée connue à ce jour, votre aide est la bienvenue. | Aucune donnée connue à ce jour, votre aide est la bienvenue. | Aucune donnée connue à ce jour, votre aide est la bienvenue. | Aucune donnée connue à ce jour, votre aide est la bienvenue. | Aucune donnée connue à ce jour, votre aide est la bienvenue. |
| Saint-Brieuc SC                                            | Aucune donnée connue à ce jour, votre aide est la bienvenue. | Aucune donnée connue à ce jour, votre aide est la bienvenue. | Aucune donnée connue à ce jour, votre aide est la bienvenue. | Aucune donnée connue à ce jour, votre aide est la bienvenue. | Aucune donnée connue à ce jour, votre aide est la bienvenue. | Aucune donnée connue à ce jour, votre aide est la bienvenue. | Aucune donnée connue à ce jour, votre aide est la bienvenue. | Aucune donnée connue à ce jour, votre aide est la bienvenue. | Aucune donnée connue à ce jour, votre aide est la bienvenue. | Aucune donnée connue à ce jour, votre aide est la bienvenue. |
| Saint-Herblain OC                                          | Aucune donnée connue à ce jour, votre aide est la bienvenue. | Aucune donnée connue à ce jour, votre aide est la bienvenue. | Aucune donnée connue à ce jour, votre aide est la bienvenue. | Aucune donnée connue à ce jour, votre aide est la bienvenue. | Aucune donnée connue à ce jour, votre aide est la bienvenue. | Aucune donnée connue à ce jour, votre aide est la bienvenue. | Aucune donnée connue à ce jour, votre aide est la bienvenue. | Aucune donnée connue à ce jour, votre aide est la bienvenue. | Aucune donnée connue à ce jour, votre aide est la bienvenue. | Aucune donnée connue à ce jour, votre aide est la bienvenue. |
| ASJ Soyaux                                                 | Aucune donnée connue à ce jour, votre aide est la bienvenue. | Aucune donnée connue à ce jour, votre aide est la bienvenue. | Aucune donnée connue à ce jour, votre aide est la bienvenue. | Aucune donnée connue à ce jour, votre aide est la bienvenue. | Aucune donnée connue à ce jour, votre aide est la bienvenue. | Aucune donnée connue à ce jour, votre aide est la bienvenue. | Aucune donnée connue à ce jour, votre aide est la bienvenue. | Aucune donnée connue à ce jour, votre aide est la bienvenue. | Aucune donnée connue à ce jour, votre aide est la bienvenue. | Aucune donnée connue à ce jour, votre aide est la bienvenue. |
| Stade quimperois                                           | Aucune donnée connue à ce jour, votre aide est la bienvenue. | Aucune donnée connue à ce jour, votre aide est la bienvenue. | Aucune donnée connue à ce jour, votre aide est la bienvenue. | Aucune donnée connue à ce jour, votre aide est la bienvenue. | Aucune donnée connue à ce jour, votre aide est la bienvenue. | Aucune donnée connue à ce jour, votre aide est la bienvenue. | Aucune donnée connue à ce jour, votre aide est la bienvenue. | Aucune donnée connue à ce jour, votre aide est la bienvenue. | Aucune donnée connue à ce jour, votre aide est la bienvenue. | Aucune donnée connue à ce jour, votre aide est la bienvenue. |
| Tours EC                                                   | Aucune donnée connue à ce jour, votre aide est la bienvenue. | Aucune donnée connue à ce jour, votre aide est la bienvenue. | Aucune donnée connue à ce jour, votre aide est la bienvenue. | Aucune donnée connue à ce jour, votre aide est la bienvenue. | Aucune donnée connue à ce jour, votre aide est la bienvenue. | Aucune donnée connue à ce jour, votre aide est la bienvenue. | Aucune donnée connue à ce jour, votre aide est la bienvenue. | Aucune donnée connue à ce jour, votre aide est la bienvenue. | Aucune donnée connue à ce jour, votre aide est la bienvenue. | Aucune donnée connue à ce jour, votre aide est la bienvenue. |
| - Victoire à domicile - Match nul - Victoire à l'extérieur |                                                              |                                                              |                                                              |                                                              |                                                              |                                                              |                                                              |                                                              |                                                              |                                                              |

### Phase finale
Source : Erik Garin et Hervé Morard, « France - List of Women Final Tables », sur rsssf.com
|  | Quarts de finale | Quarts de finale   | Quarts de finale | Quarts de finale |                |                | Demi-finales | Demi-finales | Demi-finales | Demi-finales |  |  | Finale   | Finale | Finale | Finale |
|  |                  |                    |                  |                  |                |                |              |              |              |              |  |  |          |        |        |        |
|  |                  |                    |                  |                  |                |                |              |              |              |              |  |  | Toulouse |        |        |        |
|  |                  |                    |                  |                  |                |                |              |              |              |              |  |  |          |        |        |        |
|  | 1er gr.C         | Saint-Brieuc SC    | 0                | 0                |                |                |              |              |              |              |  |  |          |        |        |        |
|  | 1er gr.C         | Saint-Brieuc SC    | 0                | 0                |                |                |              |              |              |              |  |  |          |        |        |        |
|  | 2e gr.A          | FC Lyon            | 3                | 1                |                |                |              |              |              |              |  |  |          |        |        |        |
|  | 2e gr.A          | FC Lyon            | 3                | 1                | FC Lyon        | FC Lyon        | 4            | 1            |              |              |  |  |          |        |        |        |
|  |                  |                    |                  |                  | FC Lyon        | FC Lyon        | 4            | 1            |              |              |  |  |          |        |        |        |
|  |                  |                    | Poissy JSF       | Poissy JSF       | 0              | 3              |              |              |              |              |  |  |          |        |        |        |
|  | 3e gr.C          | Poissy JSF         | Poissy JSF       | Poissy JSF       | 0              | 3              | 2            | 1            |              |              |  |  |          |        |        |        |
|  | 3e gr.C          | Poissy JSF         |                  |                  |                |                |              | 1            |              |              |  |  |          |        |        |        |
|  | 1er gr.B         | ASPTT Strasbourg   | 0                | 1                |                |                |              |              |              |              |  |  |          |        |        |        |
|  | 1er gr.B         | ASPTT Strasbourg   | 0                | 1                | FC Lyon        | FC Lyon        | 1 (4)        | 1 (4)        |              |              |  |  |          |        |        |        |
|  |                  |                    |                  |                  | FC Lyon        | FC Lyon        | 1 (4)        | 1 (4)        |              |              |  |  |          |        |        |        |
|  |                  |                    | VGA Saint-Maur   | VGA Saint-Maur   | 1 (2)          | 1 (2)          |              |              |              |              |  |  |          |        |        |        |
|  | 2e gr.C          | ASJ Soyaux         | VGA Saint-Maur   | VGA Saint-Maur   | 1 (2)          | 1 (2)          | 0            | 0            |              |              |  |  |          |        |        |        |
|  | 2e gr.C          | ASJ Soyaux         |                  |                  |                |                |              |              |              |              |  |  |          |        |        |        |
|  | 2e gr.B          | VGA Saint-Maur     | 0                | 1                |                |                |              |              |              |              |  |  |          |        |        |        |
|  | 2e gr.B          | VGA Saint-Maur     | 0                | 1                | VGA Saint-Maur | VGA Saint-Maur | 2            | 0            |              |              |  |  |          |        |        |        |
|  |                  |                    |                  |                  | VGA Saint-Maur | VGA Saint-Maur | 2            | 0            |              |              |  |  |          |        |        |        |
|  |                  |                    | FCF Juvisy       | FCF Juvisy       | 1              | 0              |              |              |              |              |  |  |          |        |        |        |
|  | 3e gr.B          | FCF Hénin-Beaumont | FCF Juvisy       | FCF Juvisy       | 1              | 0              | 0            | 1            |              |              |  |  |          |        |        |        |
|  | 3e gr.B          | FCF Hénin-Beaumont |                  |                  |                |                |              | 1            |              |              |  |  |          |        |        |        |
|  | 1er gr.A         | FCF Juvisy         | 1                | 2                |                |                |              |              |              |              |  |  |          |        |        |        |
|  | 1er gr.A         | FCF Juvisy         | 1                | 2                |                |                |              |              |              |              |  |  |          |        |        |        |
|  |                  |                    |                  |                  |                |                |              |              |              |              |  |  |          |        |        |        |

## Bilan de la saison
| Championnat de France féminin de football 1990-1991 |                        |
| Champion                                            | FC Lyon (1er titre)    |
| Dauphin                                             | VGA Saint-Maur         |
| Promotions et relégations                           |                        |
| Promus en Division 1                                | UFF Besançon           |
| Promus en Division 1                                | RC Tournon Tain        |
| Promus en Division 1                                | ESOFV La Roche-sur-Yon |
| Promus en Division 1                                | ES Arpajon             |
| Promus en Division 1                                | FC Bergot              |
| Promus en Division 1                                | FOS Hem                |
| Relégués en Division d'Honneur                      | Montpellier Le Crès    |
| Relégués en Division d'Honneur                      | PF Cavaillon           |
| Relégués en Division d'Honneur                      | AS Nancy-Lorraine      |
| Relégués en Division d'Honneur                      | AC Cambrésien          |
| Relégués en Division d'Honneur                      | US Orléans             |
| Relégués en Division d'Honneur                      | CBOSL Football         |